# Jake Stewart
Thomas Jake Stewart (Coventry, 2 ottobre 1999) è un ciclista su strada e pistard britannico che corre per il team Israel-Premier Tech.

## Palmarès

### Strada
- 2016 (Juniores)

1ª tappa Kingdom Junior Classic
- 2018 (100% Me)

Grand Prix Pierre Dewailly
- 2019 (Groupama-FDJ Continental Team)

Grand Prix du Pays d'Aix
- 2022 (Groupama-FDJ, una vittoria)

1ª tappa Tour de l'Ain (Châtillon-Sur-Chalaronne > Val-Revermont)
- 2023 (Groupama-FDJ, una vittoria)

1ª tappa Tour de l'Ain (Loyettes > La Plaine Tonique)
- 2025 (Israel-Premier Tech, due vittorie)

5ª tappa Quattro Giorni di Dunkerque (Wormhout > Dunkerque)
5ª tappa Giro del Delfinato (Saint-Priest > Mâcon)

#### Altri successi
- 2020 (Équipe Continentale Groupama-FDJ)

Classifica giovani Tour du Limousin
- 2021 (Groupama-FDJ)

Classifica giovani Étoile de Bessèges
- 2022 (Groupama-FDJ)

Classifica giovani Quattro Giorni di Dunkerque
Classifica giovani Boucles de la Mayenne

### Pista
- 2017 (Juniores)

Sei giorni di Berlino Juniores (con Fred Wright)
Campionati britannici, Americana Juniores (con Rhys Britton)
- 2018

Campionati britannici, Inseguimento a squadre (con Rhys Britton, Ethan Hayter, Matthew Walls e Fred Wright)

## Piazzamenti

### Grandi Giri
- Giro d'Italia

2023: 91°
- Tour de France

2024: non partito (19ª tappa)
2025: 108º
- Vuelta a España

2022: non partito (8ª tappa)

### Classiche monumento
- Milano-Sanremo

2023: 87º
2025: 92º
- Giro delle Fiandre

2020: ritirato
2025: 107º
- Parigi-Roubaix

2021: ritirato
2023: ritirato

### Competizioni mondiali
- Campionati del mondo su strada

Bergen 2017 - In linea Junior: 5º
Yorkshire 2019 - In linea Under-23: 18º
Fiandre 2021 - In linea Elite: ritirato
Wollongong 2022 - In linea Elite: 102°
Glasgow 2023 - In linea Elite: ritirato
Zurigo 2024 - In linea Elite: ritirato

### Competizioni europee
- Campionati europei su pista

Montichiari 2016 - Chilometro Junior: 6º
Montichiari 2016 - Corsa a punti Junior: 8º
Sangalhos 2017 - Inseguimento a squadre Junior: 2º
Sangalhos 2017 - Americana Junior: 3º